# گورستان وری
گورستان وری مربوط به هزاره اول قبل از میلاد است و در شهرستان ورزقان، بخش خاروانا، دهستان ارزیل، ۱/۵ کیلومتری ضلع شمالی روستای انوریان واقع شده و این اثر در تاریخ ۲۷ اسفند ۱۳۸۷ با شمارهٔ ثبت ۲۶۳۶۶ به‌عنوان یکی از آثار ملی ایران به ثبت رسیده است.